# محاولة اغتيال أمير الكويت 1985
محاولة اغتيال أمير الكويت الشيخ جابر الأحمد الصباح في عام 1985، هي محاولة اغتيال فاشلة لأمير الكويت، نفذت حين كان الشيخ جابر الأحمد الصباح في طريقه للذهاب إلى مكتبه في قصر السيف، وكانت هذه المحاولة عن طريق سيارة مفخخة، وقتل في تلك العملية اثنان من مرافقيه.
ردّ الدافع من وراء هذه المحاولة لاغتياله هو موقف الكويت من حرب الخليج الأولى بين إيران والعراق، حيث أيدت الكويت العراق في الحرب، وكانت المحاولة من مناصري إيران في الحرب، ونفذ العملية عضو في حزب الدعوة الإسلامية العراقي، وهو «جمال جعفر علي الإبراهيمي» المعروف باسم «أبو مهدي المهندس»، واتهمت الكويت إيران بالوقوف وراء محاولة الاغتيال.

## تمهيد للواقعة
في 25 مايو من عام 1985 الموافق السادس من رمضان 1405 هـ، وفي تمام الساعة التاسعة والربع من صباح ذلك اليوم تعرض موكب أمير دولة الكويت الشيخ جابر الأحمد الصباح لاعتداء عن طريق سيارة مفخخة، فبينما كان في طريقه إلى مكتبه في قصر السيف حاولت إحدى السيارات الواقفة عند الرصيف الأوسط من الطريق اقتحام موكبه مما أدى إلى انفجارها بما تحمله من مواد متفجرة واحتراق عدد من سيارات الموكب والسيارات الأخرى القريبة، وقد أسفر الحادث عن سقوط ثلاثة قتلى اثنان من حرس سمو الأمير والثالث من المارة إضافة إلى الجاني وأصيب عدد كبير من جراء الانفجار بجروح مختلفة منهم 12 شخصا من المارة.

## تفاصيل العملية
كان الموكب المعتاد للشيخ جابر الاحمد الصباح قادما من قصر دسمان في طريقه إلى قصر السيف، متخذا سبيله إلى شارع الخليج العربي، حيث كان الموكب مؤلفا من عدة سيارات، تتقدم وتلي سيارة الأمير، بحيث كانت في المقدمة سيارة تابعة لادارة المرور، تليها إحدى سيارات الحرس الاميري، ومن خلفها سيارتان اخريان، ثم تأتي سيارة الأمير، حيث كان يجلس كعادته في المقعد المجاور لسائقه، ويحف بعده السيارة من جانبيها وإلى الخلف قليلا، سيارتان من سيارات الحرس الاميري، احداهما من الناحية اليمنى والاخرى من الناحية اليسرى، ثم تأتي من بعد إحدى سيارات وحدة الأمن الخاص التابعة للحرس الاميري، وتليها السيارات الاحتياطية لسمو الأمير، واخيرا كانت سيارة النجدة.
وقد جرت الترتيبات الامنية الخاصة بسير موكب سموه، على ان تصدر الاوامر قبل ان يغادر الموكب باغلاق اشارات المرور الضوئية، في وجه السيارات التي تغدو وتروح على جانبي الطريق الذي يسلكه الموكب، بحيث يضحي خاليا، وجاء موكب الأمير إلى ان شارف الوصول إلى قصر السيف، ولدى اقترابه من موقع محطة البنزين، لاحظ سائق سيارة المرور الامامية ان هناك سيارة بيضاء من طراز نيسان يابانية الصنع قادمة من الجانب الآخر من الطريق، وقد اعطى سائقها إشارة ضوئية تشير إلى اعتزامه دخول فتحة الرصيف الأوسط، لينعطف إلى الجانب الأيمن الذي يمر به الموكب فكان طبيعيا وفي نطاق الاجراءات الامنية المتبعة في مثل هذه الحالات، ان تندفع سيارة المرور نحو فتحة الانعطاف، ولكن السيارة لم تكن قد بلغت بعد فتحة الانعطاف، فمضت سيارة المرور، في حين تولت السيارة التالية، وهي سيارة الحرس الاميري بقيادة العريف محمد استكمال المهمة، مسرعة نحو فتحة ولوج السيارة مستخدمة وسائل التحذير من المضي في الانعطاف، فتوقفت السيارة بداخل الفتحة للحظات استغرقها مرور مقدمة سيارة الحرس الاميري، ثم ما لبث قائد السيارة الدخيلة ان اندفع ليقتحم مسيرة الموكب، فاصطدمت سيارته بالمؤخرة اليسرى لسيارة الحرس، فدوى انفجار هائل، اعقبه اندلاع نيران في مكان الاصطدام ودخان كثيف خيم على تلك البقعة المنكوبة بالشظايا والاشلاء البشرية التي تطايرت وتناثرت هنا وهناك.
وترتب على شدة الانفجار ان اندفعت سيارة الحرس الاميري نحو سيارة الأمير، واصطدمت من جانبها الايسر، فدفعتها بدورها إلى الناحية اليمنى من الطريق بعيدا عن مكان الانفجار، إلى ان توقفت إلى جوار الرصيف من موقع محطة البنزين، حيث كان يقف العريف بالمباحث الجنائية المنوط به مراقبة الموكب في ذلك المكان تاركا سيارته خلف محطة البنزين، والذي ما ان رأى صاحب السمو من الباب الأيمن لسيارته حتى هبَّ لمساعدته بمعاونة الملازم أول عبد الوهاب والنقيب جعفر والرقيب سليمان والجندي حسين، وسارعوا إلى نقل سموه بسيارة رجل المباحث إلى مستشفى الاميري حيث تم اتخاذ الاسعافات اللازمة له.
وفي موقع الانفجار كانت ألسنة النيران تتصاعد فيما الشظايا حطمت واجهات محال تجارية وسيارات كانت قريبة من الموقع، ومن شدة تأثير المواد المتفجرة في السيارة اليابانية لم يعد لها اثر يذكر غير قطع صغيرة من محركها الفولاذي فيما لم يتبق من اشلاء قائدها سوى قطع متناثرة هناك.

## الشهداء والجرحى
وقد سقط في ذلك الانفجار شهيدان ومصابان، فالمركبة الأولى التي اصطدمت اولا بالمركبة الملغومة سقط فيها شهيدان هما (محمد قبلان) الذي كان يقودها، و (هادي محمد) الذي كان يجلس خلفه في المقعد الخلفي فيما نجا بأعجوبة في هذه المركبة التي دمرت وتحولت إلى عجينة حديدية صغيرة (احمد مطر) و (حسن حمدان) اللذان أصيبا بجروح خطيرة وتلقيا العلاج في لندن على نفقة الشيخ جابر الاحمد الصباح ليعودا بعدها سالمين إلى الكويت.
وفي المركبة الثانية في الموكب الاميري أصيب كل طاقمها بجروح خطيرة وهم كل من (نواف عبيد)، و (مناور عجيل)، و (محمد نهار)، و (سعد نزال)، وفي المركبة الثالثة التي كانت أقل تضررًا كان طاقم الحماية هم الضابط (عبد الوهاب المفرح)، و (حسين سالم)، و (زيد سالم)، و (عويد لزام) وكانت إصاباتهم متفرقة فيما كان قائد المركبة المدنية التي أقلّت الشيخ جابر الاحمد الصباح إلى المستشفى هو (زويد مبارك العتيبي).

## ردة فعل العراق
في يوم 26 مايو سنة 1985، قصفت القوات الجوية والصاروخية العراقية مدناً إيرانية ومناطق تحشد الجيش الإيراني، ردّاً على العملية الانتحارية التي كانوا يعتقدون أن حكومة إيران وراءها.